# Полімедіа
Полімедіа (англ. Polymedia) — це антропологічне поняття, яке було введено Даніелом Міллером та Мірка Мадіану.
Воно визначає те, що ми розглядаємо медіа не самі по собі, а у плані їх співвідношення до життя користувача.
В умовах полімедіа акцент зміщується з опису власності конкретного медіа, як дискретної технології на розуміння нових медіа, як середовища аффордансов. Таким чином, важливо вже не те, як обмежує певна технологія (часто це пов'язано із коштами та деякими іншими особливостями), скоріше за все, те, як здійснюється вибір між різними медіа і, які соціальні та емоційні наслідки цього вибору.

## Теоретичні основи
Найближчий до терміна «полімедіа» термін «медіаекологія». Але між цими поняттями є суттєві відмінності. Головна відмінність полягає в тому, що полімедіа передбачає розгляд комунікаційного середовища як складної структури аффорданс.
Полімедіа — це не просто середа; це те, як людина користується можливостями різних комунікаційних засобів, за для керування своїми емоціями та відносинами.
Розширюючи ідею полімедії, дослідники зв'язку Гербіг, Геррман і Тіма розширили концепцію не тільки як соціальну та технологічну практику, але й як важливу точку для обговорення в «полімедиальному віці». Адже «полі» у полімедіа не тільки означає багато форм, які приймають медіа, але й багато різних взаємодій, які ми можемо мати з ними
Згідно з Калкою, полімедіація має певні характеристики: повсюдність, авторську зміну форми, одночасне фрагментування та злиття ідентичності та поділ/ спільність.
Полімедіа — це не просто ситуація виникнення  нових медіа і можливостей, які вони надають. Полімедіа формують ситуацію, в якій учасники комунікації приймають рішення про використання того чи іншого середовища. І це більшою мірою залежать від цільового доступу або рівня  медіаграмотності учасників комунікації.
Концепція полімедіа описує як відмінності між різними медіа, так і окремими засобами комунікації. Наприклад, використання соціальних мереж з різною метою однією людиною.